# 兎我野町
兎我野町（とがのちょう）は、大阪府大阪市北区にある町名。丁番を持たない単独町名である。

## 地理
大阪市北区の中心部に位置。西は国道423号（新御堂筋）を挟んで曾根崎、東は野崎町、北は太融寺町、南は西天満に接する。
野崎町とともに、寺町通りの北側に寺院が並ぶ天満西寺町の一部を含み、圓通院や本傳寺などの寺院が並ぶ。また北区有数の歓楽街としても繁栄しており、数多くのラブホテルも建ち並ぶ。

### 地名の由来
綱敷天神社によると、古くは兎餓野、菟餓野、闘鶏野、刀我野、都下野、斗賀野とも書かれ、古事記や日本書紀の時代から登場するとされる。新羅語で「日の出」を意味する言葉、都祈野（ときの）の転訛とされるが所説ある。

## 歴史
元は西成郡北野村の一部で、1897年（明治30年）に大阪市北区に編入された。1900年（明治33年）4月の町名改正により北野兎我野町となった。1924年（大正13年）に「北野」の冠称を廃し、1978年（昭和53年）に西寺町の一部を編入。

## 世帯数と人口
2019年（平成31年）3月31日現在の世帯数と人口は以下の通りである。
| 町丁     | 世帯数  | 人口  |
| -------- | ------- | ----- |
| 兎我野町 | 191世帯 | 255人 |

### 人口の変遷
国勢調査による人口の推移。
| 1995年（平成7年）  | 260人 | [ 6 ]  |  |
| 2000年（平成12年） | 257人 | [ 7 ]  |  |
| 2005年（平成17年） | 221人 | [ 8 ]  |  |
| 2010年（平成22年） | 185人 | [ 9 ]  |  |
| 2015年（平成27年） | 223人 | [ 10 ] |  |

### 世帯数の変遷
国勢調査による世帯数の推移。
| 1995年（平成7年）  | 140世帯 | [ 6 ]  |  |
| 2000年（平成12年） | 148世帯 | [ 7 ]  |  |
| 2005年（平成17年） | 141世帯 | [ 8 ]  |  |
| 2010年（平成22年） | 112世帯 | [ 9 ]  |  |
| 2015年（平成27年） | 154世帯 | [ 10 ] |  |

## 学区
市立小・中学校に通う場合、学区は以下の通りとなる。北区内の全ての市立中学校と、大阪市内の小中一貫校が対象で学校選択が可能（抽選を実施）。
| 番・番地等 | 小学校             | 中学校             |
| ---------- | ------------------ | ------------------ |
| 全域       | 大阪市立扇町小学校 | 大阪市立天満中学校 |

## 事業所
2016年（平成28年）現在の経済センサス調査による事業所数と従業員数は以下の通りである。
| 町丁     | 事業所数  | 従業員数 |
| -------- | --------- | -------- |
| 兎我野町 | 214事業所 | 1,868人  |

## 施設
- 西福寺
- 圓通院
- 法界寺
- 本傳寺
- 龍興寺
- 龍渕寺
- 妙香院
- 善覚寺

## 企業
- ウエルネスライフ本社
- 関西テレビライフ本社
- 関西テレビハッズ本社
- 関西テレビソフトウェア本社
- メディアプルポ本社
- 関西テレビ青少年育成事業団本部

## 交通

### 鉄道
- 地内に駅はないが、最寄り駅として地下鉄谷町線「東梅田駅」がある。

### 道路
国道
- 国道423号（新御堂筋）

### 路線バス
大阪シティバス
- 寺町通り

## その他

### 日本郵便
- 〒530-0056[3]（集配局：大阪北郵便局[13]）